# PZL Bielsko SZD-30
Dimensions
Le SZD-30 Pirat est un planeur à une place qui fut produit en 1967, en Pologne, dans les usines de PZL Bielsko, suivant le lancement du protoype le 19 mai 1966.
Le Pirat est construit entièrement en bois et toile. Particulière est la voilure construite en 3 éléments.

## Dotation
- Espagne Il est en dotation en tant qu'avion d'entraînement au sein des forces aériennes espagnoles.